# Carpenters' Hall
La Carpenters' Hall è la sede della Compagnia dei Carpentieri, la più antica corporazione di arti e mestieri degli Stati Uniti d'America.
Si trova nella città di Filadelfia, nello stato della Pennsylvania, e fa parte dei numerosi siti storici dell'Independence National Historical Park, situato nel centro storico della città.
L'edificio, costruito secondo i canoni dell'Architettura georgiana, venne iniziato nel 1770 e fu terminato nel 1773.
Riveste un ruolo storico importante:  fu infatti la sede del primo Congresso Continentale, dal 5 Settembre al 26 Ottobre 1774, nel quale si avviò il processo che porterà, nel 1776, alla Dichiarazione d'indipendenza degli Stati Uniti d'America,